# Kirchrarbach
Kirchrarbach ist ein Ortsteil der Stadt Schmallenberg in Nordrhein-Westfalen.

## Geografie

### Lage
Kirchrarbach liegt im Rarbachtal zwischen Hanxleden und Sögtrop auf etwa 390 m Höhe. Das Tal wird im Norden vom Ehrenberg (621 m) und dem Steimel (etwa 540 m) und im Süden von der Istert (582 m) und dem Ringelskopf (557 m) begrenzt. Von diesen Höhen fließen Deitmecke, Sungesiepen, Pamecke und unterhalb der Ortsmitte als längster Bach die Sellmecke in den Rarbach. Um das Dorf liegt das Landschaftsschutzgebiet Ortsrandlage Kirchrarbach.

### Nachbarorte
Benachbarte Orte sind Sögtrop im Norden, Hanxleden im Südosten, Sellmecke im Süden und Niederhenneborn im Südwesten.

## Geschichte
Ein Schriftzeichen am Turmmauerwerk der Kirche St. Lambertus deutet darauf hin, dass die erste Kirche 1257 errichtet wurde. Sie soll ihren Ursprung in einer Kapelle aus dem 10. Jahrhundert haben. In örtlichen Chroniken aus dem 19. Jahrhundert wird angegeben, dass die Pfarrei 1225 als Mittelpunkt der Rittersitze zu Hanxleden und Sögtrop entstand. Urkunden, die das belegen, gibt es nicht. Tatsächlich ist im Liber valoris von 1313 für Kirchrarbach nur eine Kapelle angegeben und erst 1368, beim Verkauf der Grafschaft Arnsberg an den Erzbischof von Köln, wurde Kirchrarbach urkundlich als Pfarrei bezeichnet.
Seit den Schatzungen des 16. Jahrhunderts sind acht bis neun Höfe nachweisbar. Um 1819 lebten in Kirchrarbach 102 Menschen in 13 Häusern. Der etwas unterhalb des Ortskerns gelegene Dickhof ist in manchen alten topographischen Karten besonders bezeichnet. Die Anzahl der Häuser stieg bis zum Zweiten Weltkrieg nur langsam an, danach deutlich schneller, wozu auch neu ausgewiesene Baugebiete beigetragen haben. Flüchtlinge und Evakuierte erhöhten die Bevölkerungszahl nach dem Zweiten Weltkrieg kurzfristig. In der gesamten Gemeinde Rarbach (zehn Ortschaften) stieg die Bevölkerung bis 1950 auf 1214 Einwohner und erreichte 1964 mit 904 Einwohnern wieder das Vorkriegsniveau.
1843 wurde die politische Gemeinde Rarbach gebildet, die aus dem gesamten Kirchspiel mit zehn Orten bestand. Diese Gemeinde bestand bis zur kommunalen Gemeindereform. Am 1. Januar 1975 wurde Kirchrarbach ein Ortsteil von Schmallenberg.

## Religion

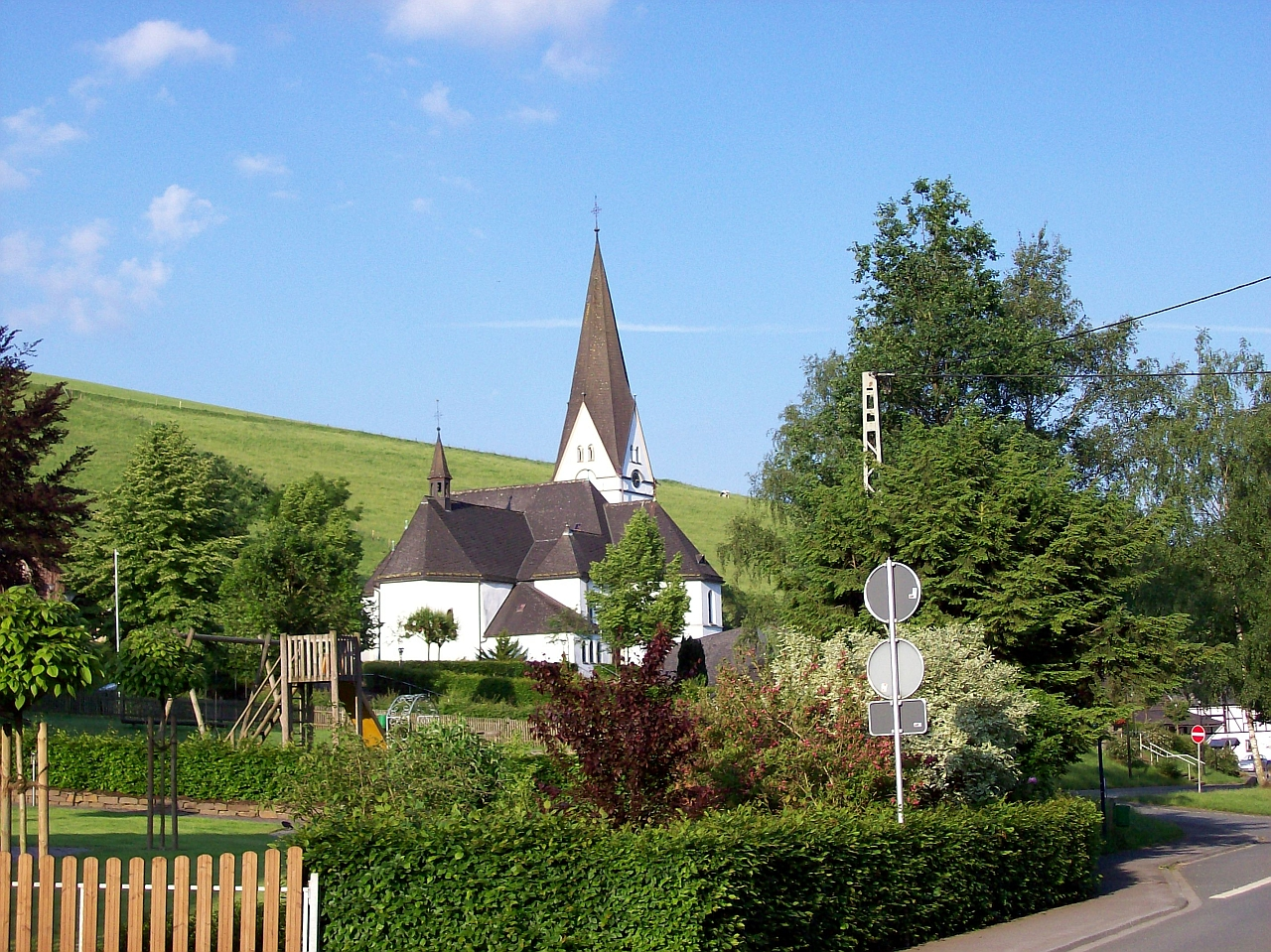
Pfarrkirche St. Lambertus

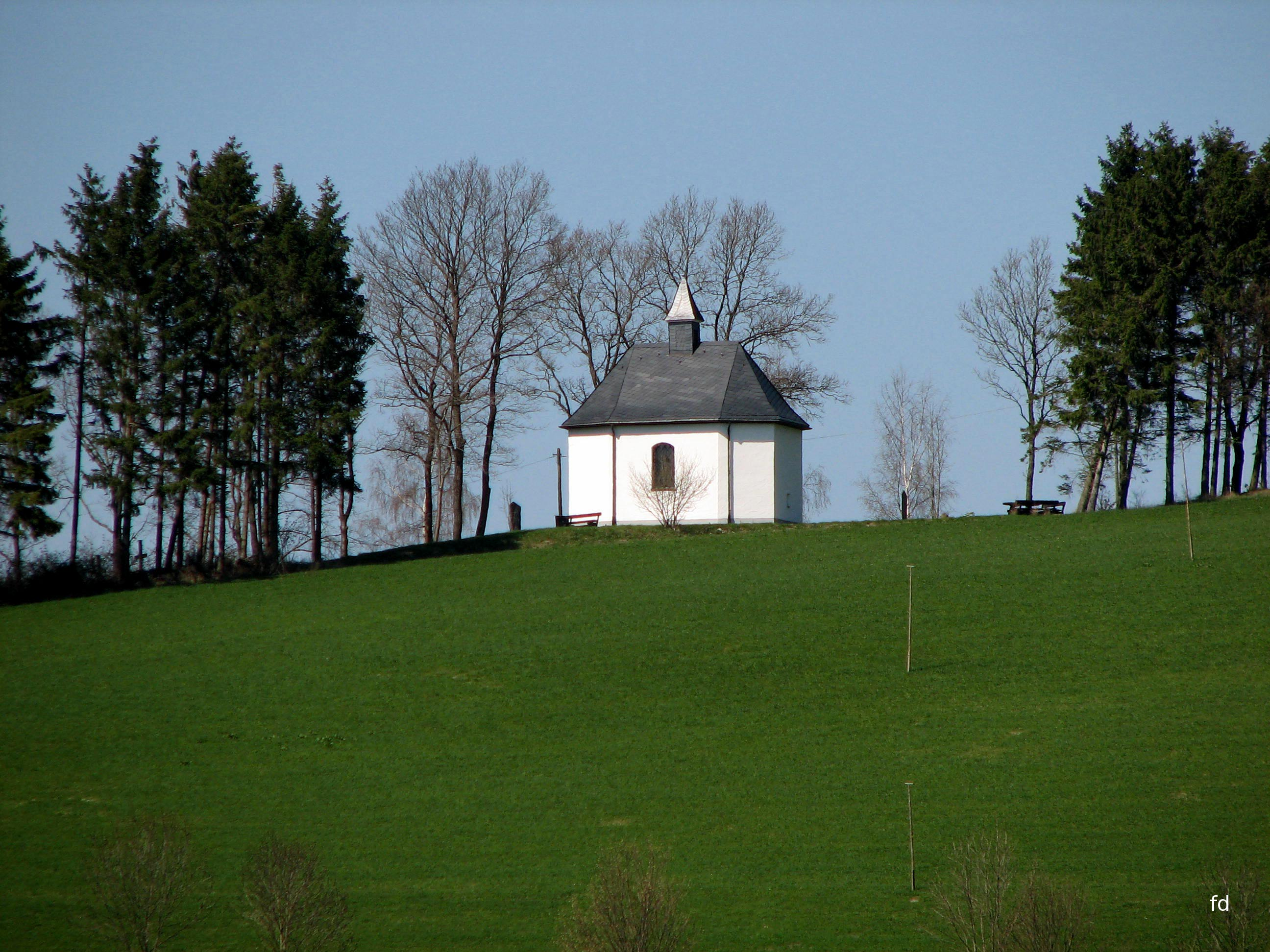
Kapelle auf dem Steimel

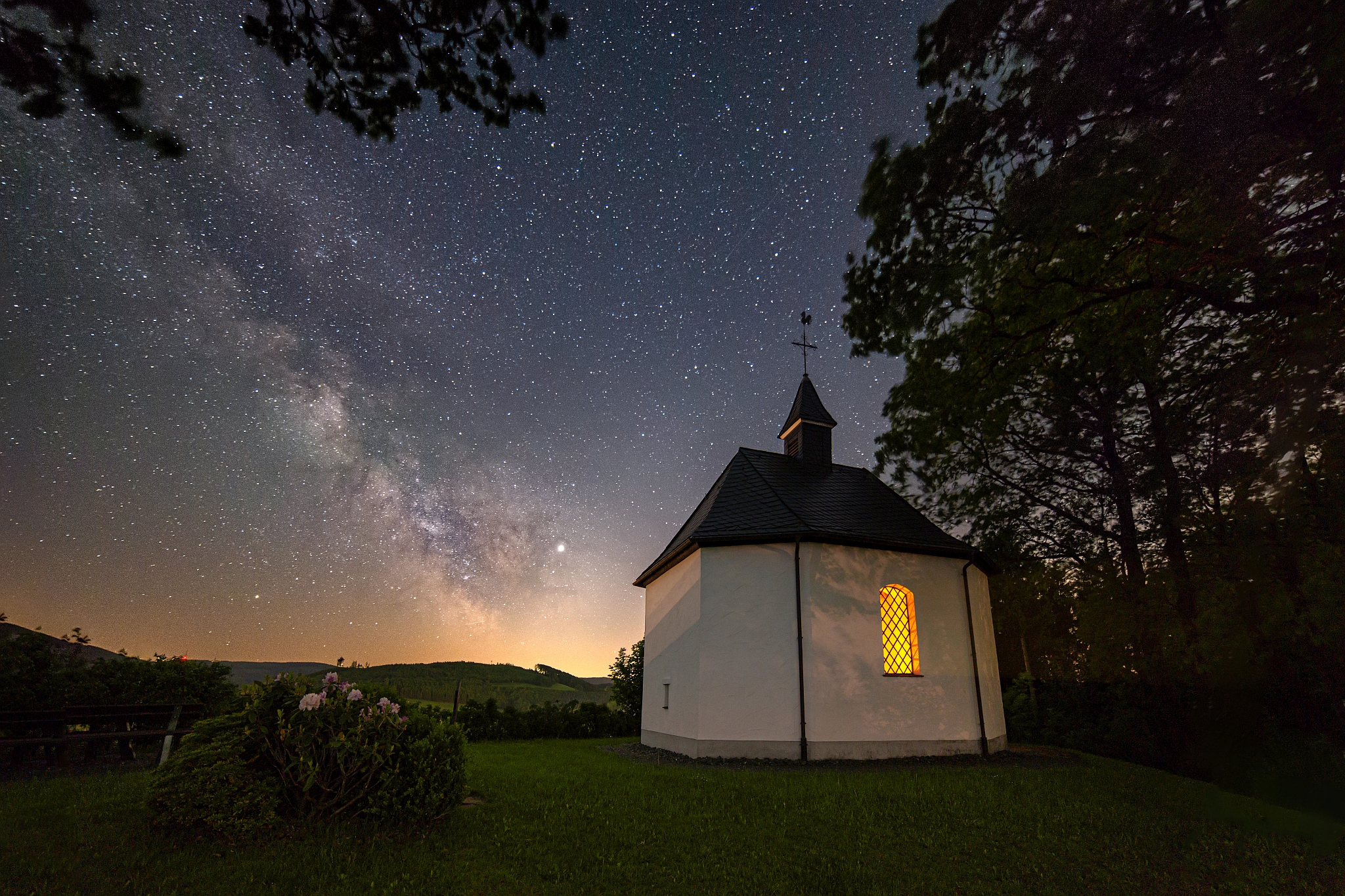
Kapelle auf dem Steimel bei Nacht. Blickrichtung: Süden

Kirchrarbach ist Kirchort der katholischen Pfarrei St. Lambertus. Das Patronatsrecht sollen anfangs die Herren von Hanxleden besessen haben, später die Edelherren von Grafschaft und dann die Freiherren von Fürstenberg. Ab dem 17. Jahrhundert lag es beim Kloster Grafschaft, das auch von 1636 bis 1804 die Pfarrstelle mit Benediktinermönchen besetzte.
Im Jahr 1795 brannte das Pfarrhaus ab, wobei fast der gesamte Archivbestand vernichtet wurde. 1813 wurde die erste Orgel gekauft. Ein Kreuzweg hat schon im 18. Jahrhundert bestanden, dieser wurde 1859/60 neu errichtet sowie die Kreuzkapelle auf dem Steimel erbaut. Die Sandsteinbilder der Kreuzwegstationen erhielten 1971 in der Kirche einen neuen Platz, um sie vor der Witterung zu schützen. 1990 wurden neue Stationsbilder errichtet. Die Kirche wurde 1912 erweitert und Anfang der 1970er Jahre renoviert.
Zur Pfarrei gehörte bis 1904 auch Oberhenneborn, das schon immer größer als der Pfarrort war. In diesem Jahr erhielt der Ort eine Pfarrvikarie und einen eigenen Geistlichen. 1919 wurde Oberhenneborn eine Filialkirchengemeinde mit eigener Vermögensverwaltung und 1921 selbständige Pfarrvikarie. Nachdem der Fredeburger Pfarrer 1995 mit der Seelsorge in Kirchrarbach und 1997 mit der Seelsorge in Oberhenneborn beauftragt wurde, gehören beide Gemeinden seit 2003 zum Pastoralverbund Fredeburger Land.

## Bildung
Im Ort gab es bis 2014 eine Grundschule für die Orte der ehemaligen Gemeinde Rarbach. Diese ersetzte 1970 die beiden Volksschulen in Kirchrarbach und Oberhenneborn.

## Wirtschaft
Bis in das 20. Jahrhundert war Kirchrarbach landwirtschaftlich geprägt. Mittlerweile gibt es keinen Haupterwerbslandwirt mehr. Daneben gab es auch kleinere Handwerks- und Handelsunternehmen. Von den heutigen Gewerbebetrieben ist die 1964 gegründete Firma Freimuth, die Lager- und Fördertechnik herstellt, der größte Arbeitgeber. Der Gasthof im Ort war bis 1994 auch Poststelle. Für den Fremdenverkehr gibt es mehrere Ferienwohnungen. Eine Bank unterhielt eine Filiale.

## Vereine
Die meisten Kirchrarbacher Vereine sind Vereine des Kirchspiels Kirchrarbach, so beispielsweise die Schützenbruderschaft, die Abteilung des SGV oder kirchliche Vereine. Die Rarbachhalle des Schützenvereins ist die größte Halle im Rarbachtal. Der Sportverein entstand 1974 durch Fusion mit dem Oberhenneborner Sportverein.

## Sonstiges

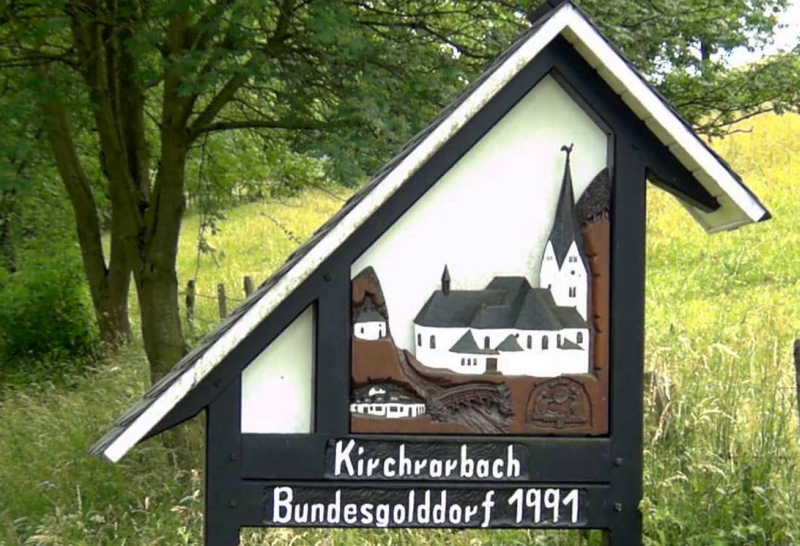
Hinweistafel Kirchrarbach

Kirchrarbach gewann 1991 im Wettbewerb „Unser Dorf soll schöner werden“ Bundesgold.